# Духовная музыка
Духо́вная му́зыка — музыкальные произведения, связанные с текстами религиозного характера, предназначенные для исполнения как во время церковной службы, так и в быту. Под духовной музыкой в узком смысле подразумевают церковную музыку христиан; в широком смысле духовная музыка не исчерпывается сопровождением богослужения и не ограничивается христианством. Тексты сочинений духовной музыки могут быть как каноническими (например, в Реквиеме В. А. Моцарта), так и свободными (например, в мотетах Гийома де Машо), написанными на основе или под влиянием священных книг (для христиан — Библии).

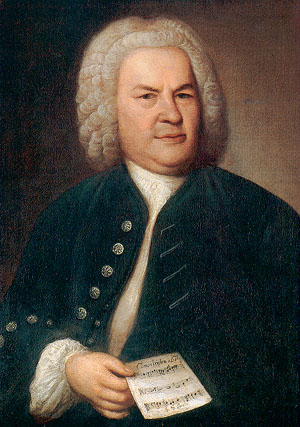
Иоганн Себастьян Бах — один из известнейших композиторов, писавших духовную музыку

В дальнейшем речь идёт о духовной музыке в широком смысле. О духовной музыке, понимаемой как синоним богослужебной (у христиан — церковной музыки), см. соответствующие статьи.

## Жанры духовной музыки
- Богослужебная музыка
- Паралитургическая музыка (лауда, кондукт, ноэль, кэрол, духовный стих и др.)
- Литургическая драма
- Органная музыка
- Музыка для других музыкальных инструментов
- Музыка для оркестра и солистов
- Музыка для оркестра, солистов и органа
- Музыка для хора, оркестра, солистов и органа
- Хоровая
- Хоровая с инструментальным сопровождением
- Сольная
- Сольная с инструментальным сопровождением
- Молитвенно-медитативная музыка

## Христианская духовная музыка

### Жанры христианской духовной музыки
Наиболее распространённые жанры христианской духовной музыки, католической и протестантской, заимствованы из музыки церковной; это хорал, псалом, гимн (в том числе Te Deum, Ave Maria), месса (в том числе заупокойная — Реквием), секвенция и страсти (пассионы).

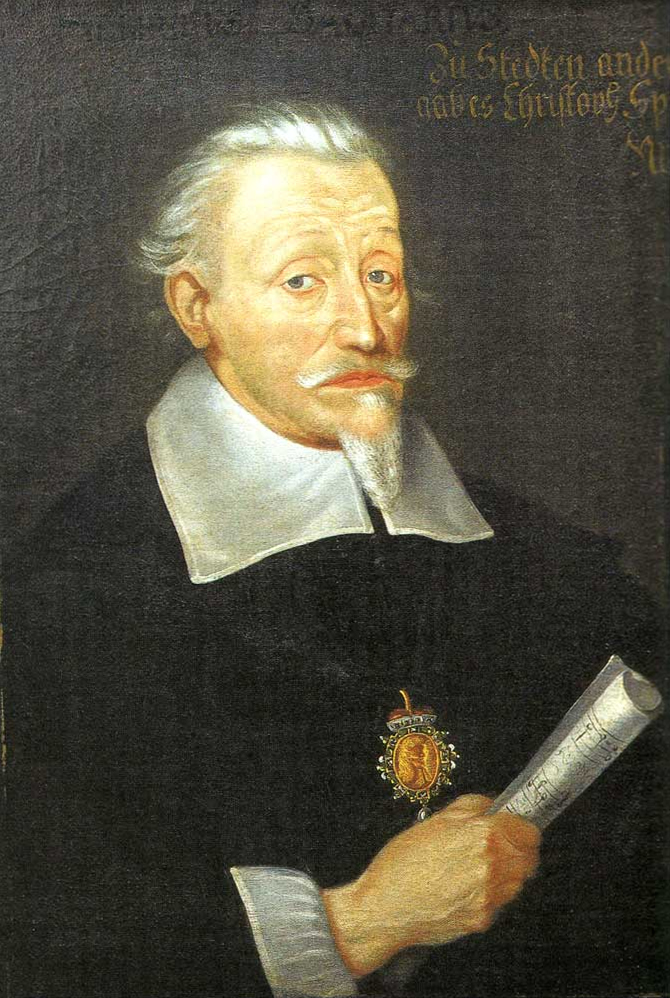
Генрих Шютц

Каждый из перечисленных жанров имеет собственную историю, но общим для всех является то, что рождались они (или оформлялись) в церкви и право сочинять произведения духовного характера — не только тексты, но и музыкальное их оформление — изначально принадлежало исключительно служителям церкви (так, например, авторство большинства песнопений римской литургии средневековая традиция приписывала папе Григорию I). В результате отбора, переработки и унификации складывались каноны. Существовали и свободные формы, в частности секвенция, получившая широкое распространение в эпоху Возрождения; некоторые секвенции в дальнейшем были канонизированы — например, Dies Irae, сочинённая францисканским монахом Томмазо да Челано и ставшая основной частью католического реквиема, или принадлежащая другому францисканцу, Якопоне да Тоди, Stabat Mater.
Со временем право музыкального оформления канонических текстов было предоставлено и светским композиторам. После Реформации широкое распространение получили духовные сочинения на неканонические тексты — хоралы, гимны (в том числе сочинённые Мартином Лютером), позже Страсти.
К Страстям исторически восходит и появившаяся в XVII веке религиозная оратория; являясь формой более свободной, изначально не связанной с богослужением, оратория могла основываться как на событиях Страстной недели (например, «Семь слов Христа на кресте» Генриха Шютца и «Семь слов Спасителя на кресте» Йозефа Гайдна), так и на иных главах Евангелия («Рождественская история» (Weihnachtshistorie) Шютца, «Мессия» Генделя, «Рождественская оратория» И. С. Баха, «Детство Христа» Гектора Берлиоза), а также на сюжетах из Ветхого Завета, как например оратории Генделя «Саул», «Израиль в Египте», «Самсон» и «Иуда Маккавей».
Начиная с эпохи Возрождения светская культура оказывала существенное влияние на традиционно церковные формы: развитие симфонических жанров, с одной стороны, и итальянской оперы — с другой, преобразило и страсти, и мессы (особенно заупокойные) и другие, не столь крупные формы, которые, в свою очередь, эволюционировали в сторону симфонизации, концертности и «оперности». Исполнение духовных сочинений постепенно перешло в концертную практику, и уже в XVIII веке, а где-то и раньше многие произведения создавались специально для исполнения в концертном зале или для придворного обихода, заказывались к конкретному случаю, как например коронационные мессы и реквиемы.
На протяжении всей истории христианской церкви наряду с церковной существовала и так называемая паралитургическая духовная музыка: сочинения религиозного характера, не соответствовавшие церковным канонам. Не нашедшие себе применения в богослужении (а в иных случаях и заведомо для него не предназначенные) песни, как анонимные, так и авторские, — испано-португальские кантиги, французские ноэли и кондукты и др. — имели широкое хождение в быту; отвергнутые Тридентским собором (в XVI в.) секвенции оказали влияние на развитие народной духовной песни — немецких Rufe и Leise, английской carol, итальянской лауды, а те, в свою очередь, — на развитие духовной музыки более крупных форм.

### Наиболее известные сочинения

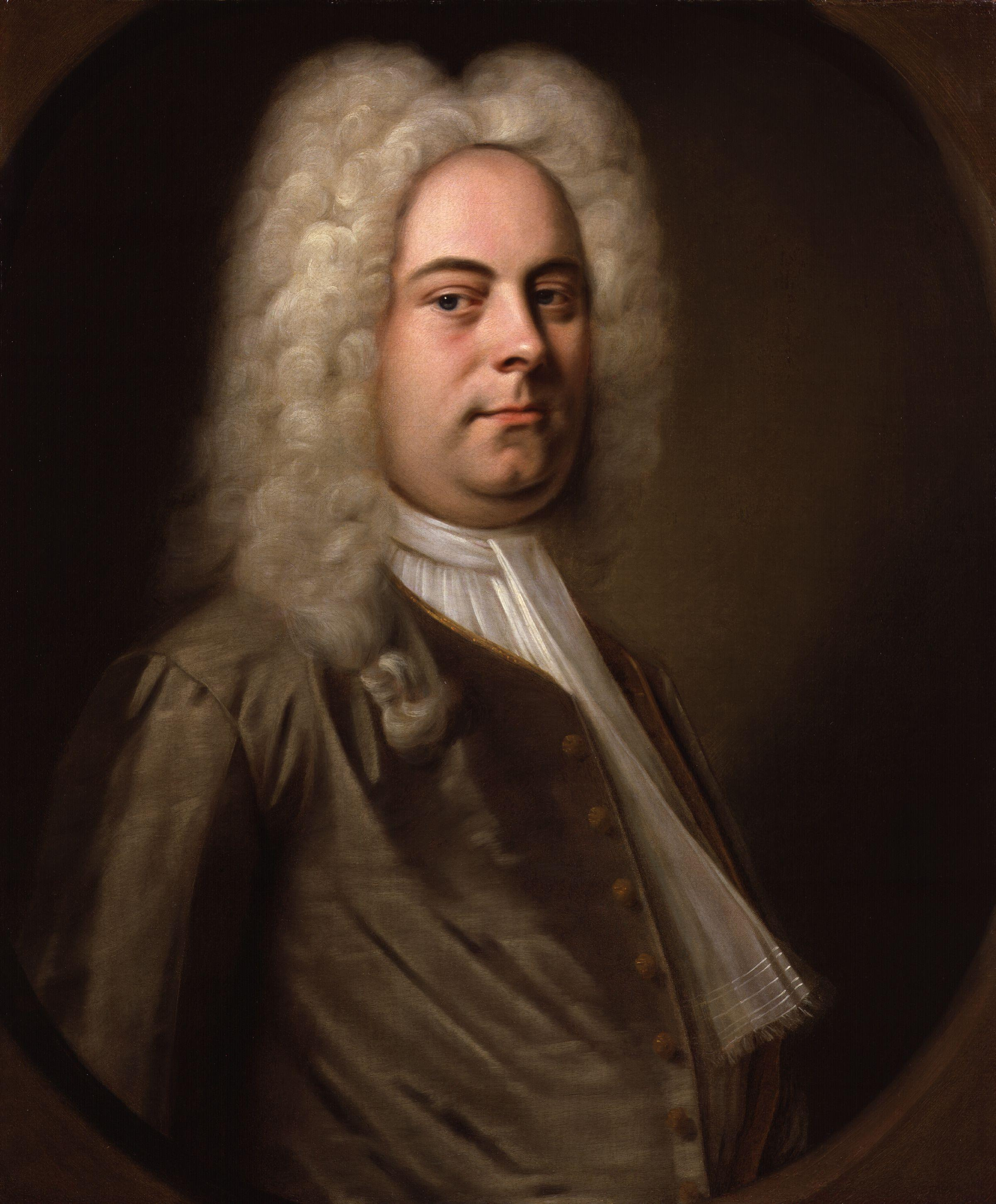
Георг Фридрих Гендель

Псалмы — музыкальные произведения малой формы, основанные на тексте Псалтири. Самый древний жанр, поскольку песнопения и молитвы на стихи Давида слагались в Иудее ещё в дохристианские времена. В XVI веке псалмы получили распространение в профессиональной внекультовой музыке, особенно «De profundis» (с лат. — «Из глубины») — на текст 129-го псалма, который как изначально у иудеев, так позже и у католиков нередко использовался в качестве погребальной молитвы; известны, в частности, «De profundis» Я. Д. Зеленки и К. В. Глюка.
По-видимому, самые ранние из дошедших до нас обработок принадлежат Жоскену Депре. Псалмы на латинские и нелатинские тексты, оригинальные или переработанные писали Г. Шютц («Псалмы Давида»), И. С. Бах, Гендель; в XIX веке к ним обращались Шуберт, Мендельсон и Брамс. Писали псалмы и композиторы XX века: Макс Регер, Арнольд Шёнберг, Кшиштоф Пендерецкий, в России — София Губайдулина и Олег Янченко. Одно из самых известных сочинений — Симфония псалмов И. Ф. Стравинского.
Мессы — циклические вокальные или вокально-инструментальные произведения, представляющие собой собрание частей католической литургии. В протестантской церкви были приняты короткие мессы, состоявшие лишь из двух первых частей католического ординария — Kyrie eleison и Gloria.
Первая авторская месса на полный текст ординария была написана в середине XIV века Гийомом де Машо — четырёхголосная Messe de Notre Dame; самые ранние из дошедших до нас принадлежат композиторам эпохи Возрождения: Дюфаи, Окегему, Жоскену Депре, Палестрине. В XVIII веке и в начале XIX уже редкий композитор не писал мессы; в этот же период происходило постепенное отделение мессы как жанра от собственно богослужения; в концертную практику прочно вошли мессы Баха (прежде всего си-минорная), Моцарта, Шуберта, Торжественная месса Бетховена. На протяжении XIX века интерес к жанру постепенно угасал, и в XX веке композиторы обращались к мессе редко; можно назвать Мессу И. Ф. Стравинского на канонические тексты католической литургии, в 5 частях (1948), Мессу Л. Бернстайна. В XX веке продолжали писать кантаты на отдельные части ординария мессы (например, Gloria Ф. Пуленка).
Существуют и органные мессы, в которых все хоровые части заменяются органными композициями (см. также Версет); сочинения этого жанра не содержат текст религиозного характера, но в тех случаях, когда композитор стремится к адекватности музыкального ряда подразумеваемому словесному, органные мессы также причисляют к духовной музыке. Это в первую очередь относится к «Немецкой органной мессе» И. С. Баха.

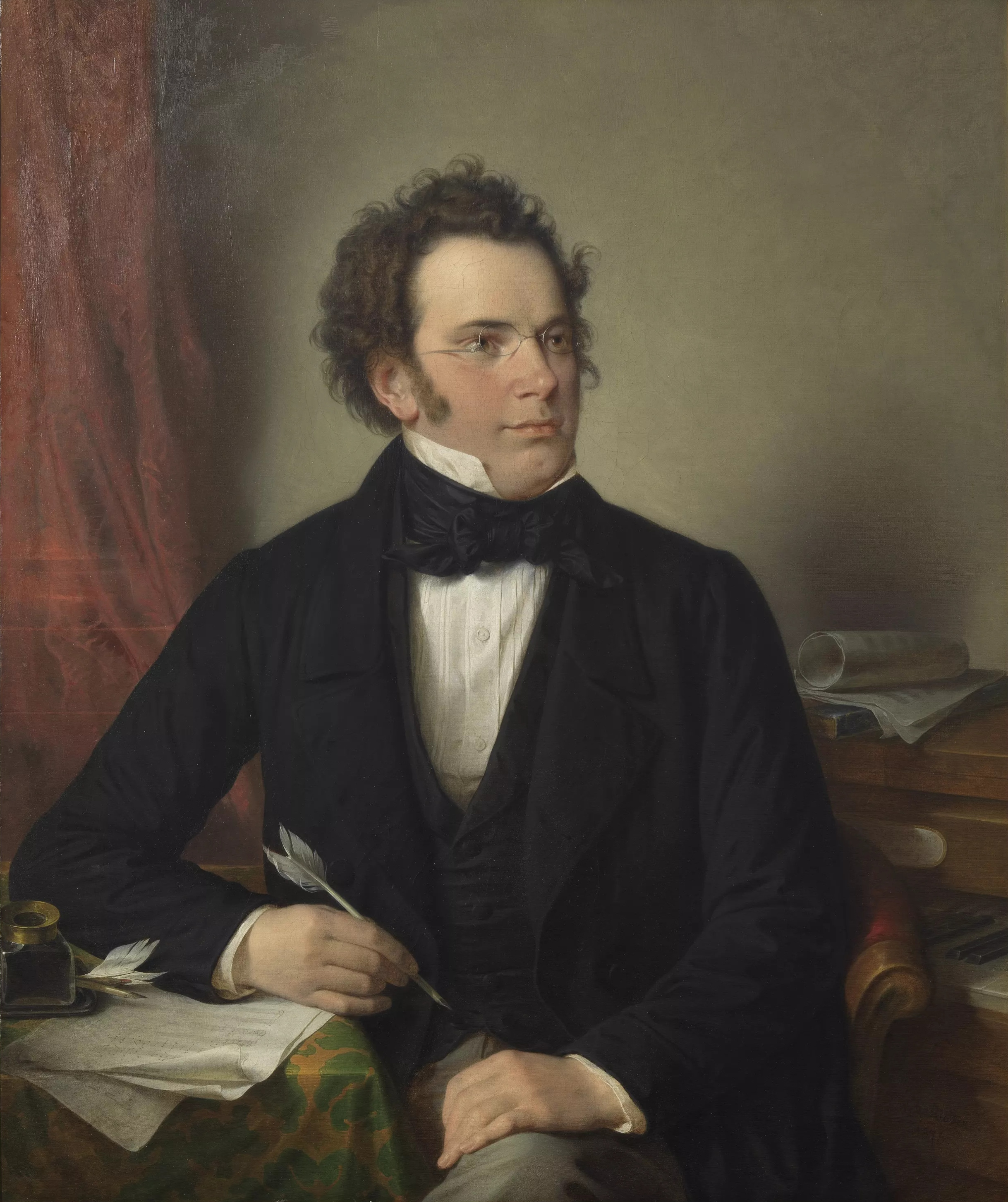
Франц Шуберт

Реквиемы — изначально католические заупокойные мессы. Первым сочинением этого жанра, написанным на канонический латинский текст, считается не дошедший до нас Реквием Дюфаи; первый сохранившийся, сочинение a capella в полифоническом стиле, принадлежит Йоханнесу Окегему (XV век). Однако уже во второй половине XVIII века реквиемы нередко писали не для церкви, что в дальнейшем сделало возможным сочинение реквиемов на неканонические тексты или с частичным использованием канонического текста.
В настоящее время наиболее исполняемыми являются написанные на канонический латинский текст Реквиемы В. А. Моцарта и Д. Верди. В концертный репертуар прочно вошли также канонические реквиемы Л. Керубини (до-минорный), Г. Берлиоза, Г. Форе (на усечённый текст) и неканонические Немецкий реквием И. Брамса и Военный реквием Б. Бриттена, в котором традиционный латинский текст сочетается со стихами английского поэта Уилфреда Оуэна. В последнее время завоёвывают признание Реквиемы Я. Д. Зеленки, Г. Бибера.
Страсти — вокально-драматические произведения, посвящённые событиям Страстной недели, изначально основанные на евангельских текстах; однако с начала XVIII века для сочинений этого жанра всё чаще использовались тексты, написанные по мотивам Евангелий известными поэтами, в том числе оперными либреттистами.
Само понятие ассоциируется в первую очередь со знаменитыми Страстями по Матфею и по Иоанну И. С. Баха. В последнее время на концертной эстраде часто звучат Страсти Господа нашего Иисуса Христа Антонио Сальери. Самые ранние из известных Страстей принадлежат Якобу Обрехту (предположительно, поскольку авторство его оспаривается) и Орландо Лассо (XV—XVI вв.).
Жанр Страстей был весьма популярен до середины XVIII века, уже во второй половине столетия композиторы обращались к нему всё реже и реже, затем он был надолго забыт, и лишь в XX веке интерес к старинной музыке способствовал возрождению некоторых жанров, в том числе Страстей; известность приобрели «Хоральные страсти» Хуго Дистлера, основанные на всех четырёх Евангелиях, и «Страсти по Луке» К. Пендерецкого (1966). К 250-летию со дня смерти И. С. Баха «Страсти» по четырём Евангелиям — Луки, Марка, Матфея и Иоанна — были заказаны четверым композиторам из разных стран, София Губайдулина создала «Страсти по Иоанну», О. Голихов «Страсти по Марку».
Stabat Mater — католическое песнопение (секвенция) на латинский текст Якопоне да Тоди.
Из самых ранних известны сочинения Жоскена Депре, Палестрины и Орландо Лассо; наиболее исполняемые в наше время — Stabat Mater Джоаккино Россини, с прекрасными вокальными партиями и в целом соответствующая театральному стилю композитора, и более аскетичная Stabat Mater Джованни Перголези. Известны также сочинения Вивальди, Гайдна, Моцарта, Шуберта, Верди (цикл «Четыре духовные пьесы»); есть Stabat Mater и у А. Н. Серова. В XX веке к Stabat Mater обращались Кароль Шимановский, Франсис Пуленк, Золтан Кодай, Кшиштоф Пендерецкий, Арво Пярт.

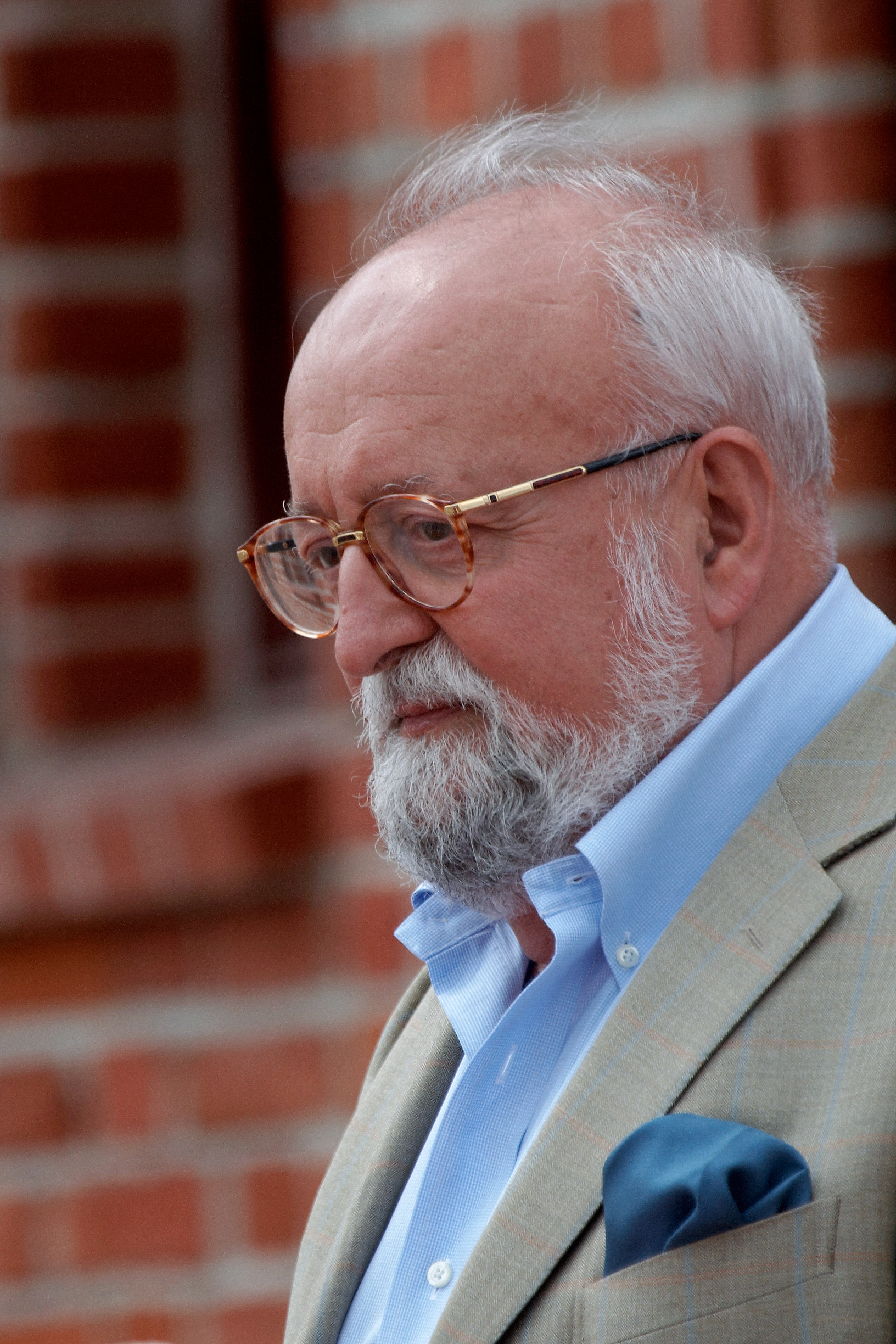
Кшиштоф Пендерецкий

Te Deum — католический благодарственный гимн на текст, написанный в подражание псалмам; первоначально исполнялся в рамках христианского богослужения. Первый сохранившийся образец двухголосного Te Deum относится к концу IX века.Stabat Mater — католическое песнопение (секвенция) на латинский текст Якопоне да Тоди.
Отделившись от культовой обрядовости, с XVIII века гимн чаще звучал во время придворных торжеств, в том числе коронационных, для них писали свои гимны Гендель, Гайдн, Сальери, Моцарт. В XIX веке Te Deum стал произведением концертного характера, писался для больших исполнительских составов — солистов и хора в сопровождении оркестра или органа; таковы гимны Берлиоза, Листа, Верди, Брукнера и Дворжака.
В русском православном богослужении аналогом католического Te Deum является песнопение «Тебе Бога хвалим» (его текст представляет собой церковнославянский перевод латинского текста Te Deum); известны сочинения А. Л. Веделя, С. И. Давыдова, Н. А. Римского-Корсакова, А. А. Архангельского.
Ave Maria — католическая молитва, обращённая к Деве Марии. Самая знаменитая принадлежит Францу Шуберту (изначально написана на неканонический текст); среди часто исполняемых также Ave Maria Ш. Гуно (сочинённая как мелодия в сопровождении 1-й прелюдии «Хорошо темперированного клавира И. С. Баха» и изначально написанная также на неканонический текст), Ave Maria, приписанная Джулио Каччини (в действительности это популярное сочинение — мистификация ленинградского лютниста Владимира Вавилова). Самая ранняя из дошедших до нас принадлежит Жоскену Депре; известны также гимны Якоба Аркадельта, Палестрины, Керубини, Гуно (создана на основе прелюдии И. С. Баха), Мендельсона, Верди (цикл «Четыре духовные пьесы»), Листа, Брукнера, Дворжака, Франческо Тости… К каноническому тексту гимна охотно обращаются и современные композиторы, в том числе Алемдар Караманов, Эннио Морриконе, Игорь Лученок.
К духовной музыке относятся также мотеты на духовные тексты. В эпоху Возрождения и отчасти в эпоху барокко они публиковались в сборниках под названием «духовные песни» (Cantiones sacrae).

### Православная духовная музыка

#### Всенощное бдение
Основная статья: Всенощная
Начиная с XVIII века русские композиторы создавали на тексты Всенощного бдения произведения концертного характера — «Всенощные», которые могли исполняться и вне богослужения; известны «Всенощные» А. Л. Веделя и С. А. Дегтярёва. Со второй половины XIX века «Всенощные» нередко принимали форму оригинальных хоровых сочинений или достаточно свободных обработок древних распевов; такие сочинения создали, в частности, А. А. Архангельский, А. Т. Гречанинов, П. Г. Чесноков. Лучшими образцами жанра считаются «Всенощные» П. И. Чайковского и Сергея Рахманинова.

#### Песнопения Литургии
Эти же, и многие другие композиторы, создавали музыку к песнопениям Литургии (вершины христианского богослужения), в частности к:
- различным ектениям,
- антифонам,
- «Единородный Сыне»,
- «Святый Боже»,
- «Аллилуиа»,
- «Иже херувимы»,
- «Милость мира»,
- «Достойно есть»,
- и др.

#### Русский духовный концерт
Пришедший в Россию с Запада в конце XVII века духовный концерт, представлявший собою «состязание» двух и более противопоставленных друг другу хоров, поначалу развивался как жанр сугубо церковной музыки и соответствовал традициям православного богослужения: в отличие от западноевропейского, не предполагал инструментальное сопровождение и писался в форме утвердившегося к тому времени в церкви партесного многоголосия, в котором количество голосов обычно колебалось от 3 до 12 (в некоторых концертах оно достигало 48-ми). Но во второй половине XVIII века духовный концерт вышел за пределы церкви; классические сочинения в этом жанре созданы Максимом Березовским и Дмитрием Бортнянским:

### Спиричуэлс
Спиричуэлс (от англ. spiritual — духовный) — духовные песни афроамериканцев, могут рассматриваться как ответвление христианской духовной музыки, поскольку источником для них послужили духовные гимны, завезённые в Америку европейцами, и тематику их традиционно составляют библейские сюжеты. Адаптированные к афроамериканской культуре и условиям повседневного быта афроамериканцев, эти гимны преобразовались в оригинальный жанр: в спиричуэлс черты американских пуританских гимнов сочетаются с характерными особенностями африканских исполнительских традиций. Для спиричуэлс характерна вопросно-ответная структура — диалог проповедника с прихожанами. Оформившиеся как жанр в конце XIX века, спиричуэлс исполнялись хором, без инструментального сопровождения и представляли собой коллективную импровизацию; но с появлением таких выдающихся исполнителей, как Мариан Андерсон и Пол Робсон, превратились в преимущественно сольные песни с инструментальным сопровождением. Спиричуэлс использовал Джордж Гершвин в своей знаменитой опере «Порги и Бесс». Самый известный спиричуэл — «Go Down Moses».

## Иудейская духовная музыка
Музыка с древнейших времён играла важную роль в духовной жизни иудеев: в Ветхом Завете упоминается множество музыкальных инструментов — ударных, духовых и струнных (по подсчётам специалистов, в общей сложности 24). В храмовый ритуал музыка, согласно Библии, была введена ещё в царствование Давида; при храме состояли и участвовали в службе обширный хор и оркестр.
Основным жанром храмовой музыки был псалом, — как предполагают, синкретический музыкально-поэтический жанр. Содержание псалма обусловливало и характер его исполнения, и выбор инструментального сопровождения. К началу новой эры сложились три способа исполнения псалмов: сольное пение, респонсорное, то есть соло, сопровождаемое хоровыми репликами — «ответами», и просто хоровое, без солиста. Хор, в свою очередь, мог делиться на две группы, которые вели между собой диалог (антифон).
После разрушения Храма (в 70 г. н. э.) началось развитие синагогальной музыки. В синагоге родился новый жанр — молитва, заменившая собой жертвоприношения, а позже псалмодия — песнопение, текст для которого черпали не в Псалтири, а в других книгах Ветхого Завета, например в книгах Иова, Иеремии и Притчей Соломоновых. В отличие от храмового, синагогальное пение на протяжении многих веков было исключительно вокальным; упростилась и манера исполнения: выработался особый вид литургического речитатива — соединение собственно чтения с мелодической декламацией.
Уже в средние века получил распространение ещё один жанр — пиют; как и псалом, жанр музыкально-поэтический, чаще всего представляющий собой гимн религиозного характера. На рубеже VIII и IX веков в синагогах появились профессиональные певцы — хаззаны (канторы). Хаззаны имели право интерпретировать старинные молитвенные напевы и создавать новые, постепенно в них проявлялись черты мелодики в современном значении этого слова.
Если изначально иудейская культовая музыка оказала влияние на раннехристианское церковное пение, то в дальнейшем музыка еврейских диаспор вбирала в себя элементы местных европейских культур; под их влиянием в быт еврейских общин постепенно возвращалось инструментальное сопровождение пения. Так, живший в Мантуе на рубеже XVI и XVII веков скрипач и композитор Саломоне деи Росси создавал светскую вокальную и инструментальную музыку в распространённых в то время в Италии жанрах (мадригалы, канцонетты и др.), в то же время он является автором синагогальных сочинений: 33 хоралов (книга «Еврейские псалмы и песни») и сборника композиций «Ха-ширим ашер ли-Шломо» («Песни Соломона»).
В XIX веке представители реформистского направления в иудаизме, сторонники приобщения еврейского народа к ценностям европейской культуры (в их числе — Якоб Херц Бер, отец Джакомо Мейербера) устанавливали в синагогах органы и создавали органные обработки литургических напевов.
В Восточной Европе, где еврейские общины вынужденно жили более замкнуто, в 30-х годах XVIII века в Речи Посполитой зародился хасидизм, распространившийся впоследствии на территории Австро-Венгрии и Российской империи. В культуре хасидов важной частью ритуала стал танец, исполняемый под инструментальное сопровождение или пение. Музыка и танцы хасидов вобрали в себя элементы украинского, польского, румынского и венгерского фольклора, вместе с тем представляли собою искусство глубоко национальное.
Во второй половине XIX века влияние западноевропейской музыкальной культуры достигло и Восточной Европы; в 1901 году в Одесской синагоге был установлен орган, хаззан Н. Блюменталь организовал в Одессе первую, но не последнюю хоровую школу, в которой культивировался стиль бельканто, а в литургии использовал мелодии классической немецкой музыки.

## Исламская духовная музыка
Исламская духовная музыка — это прежде всего каввали, исполнение под музыку суфийской поэзии. Искусство каввали зародилось в XIII в Индии в результате соединения персидской поэзии с индийской музыкой. Первоначально использовалось исключительно в ритуальных целях, и в настоящее время каввали традиционно исполняется на гробницах суфийских святых в Индии и Пакистане; но с некоторых пор исполнение каввали перешло и в концертную практику.
Содержание каввали составляют главным образом восхваления — Аллаха, Мухаммеда, суфиских святых. Исполняются каввали группами, в которых присутствует солист (он запевает строку, группа подхватывает и повторяет на разные голоса), по традиции — с несложным инструментальным сопровождением.